# Lyons (Pensilvania)
Lyons es un borough ubicado en el condado de Berks en el estado estadounidense de Pensilvania. En el año 2000 tenía una población de 504 habitantes y una densidad poblacional de 494 personas por km².

## Geografía
Lyons se encuentra ubicado en las coordenadas 40°28′49″N 75°45′25″O / 40.48028, -75.75694.

## Demografía
Según la Oficina del Censo en 2000 los ingresos medios por hogar en la localidad eran de $40,500 y los ingresos medios por familia eran $42,292. Los hombres tenían unos ingresos medios de $30,357 frente a los $25,875 para las mujeres. La renta per cápita para la localidad era de $20,459. Alrededor del 8.9% de la población estaba por debajo del umbral de pobreza.